# Liste von Persönlichkeiten der Stadt Košice
Die folgende Liste enthält Personen, die in Košice geboren wurden sowie solche, die zeitweise dort gelebt und gewirkt haben, jeweils chronologisch aufgelistet nach dem Geburtsjahr. Die Liste erhebt keinen Anspruch auf Vollständigkeit.

## In Košice geborene Persönlichkeiten

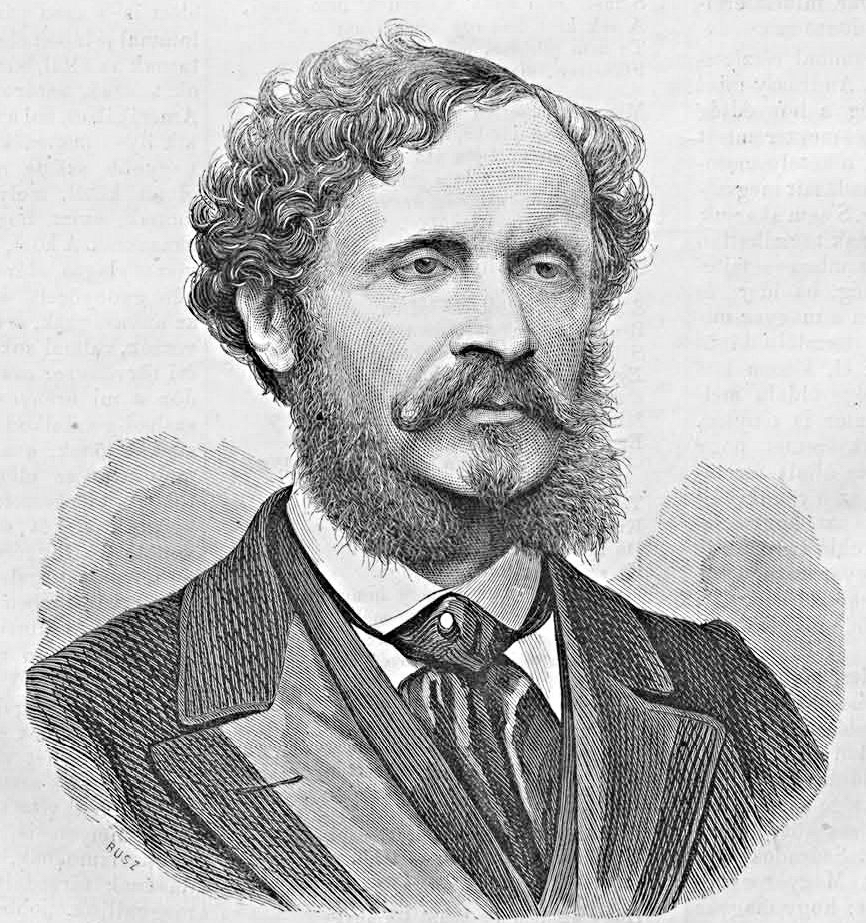
Gyula Andrássy

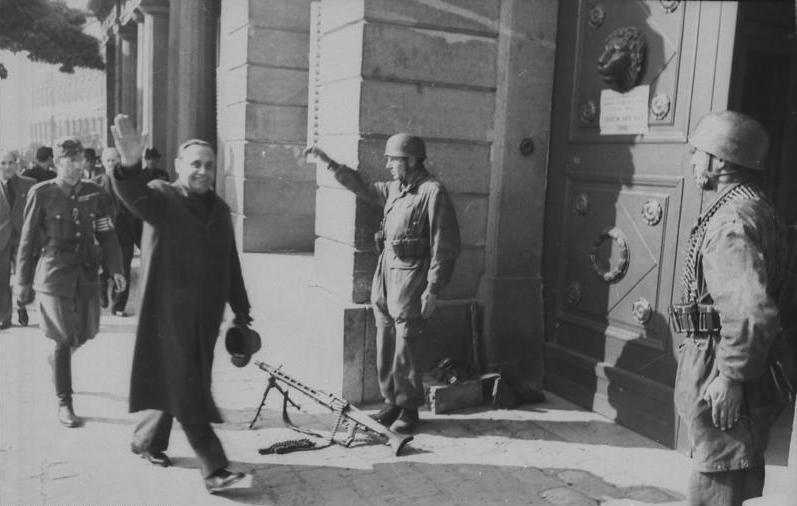
Ferenc Szálasi

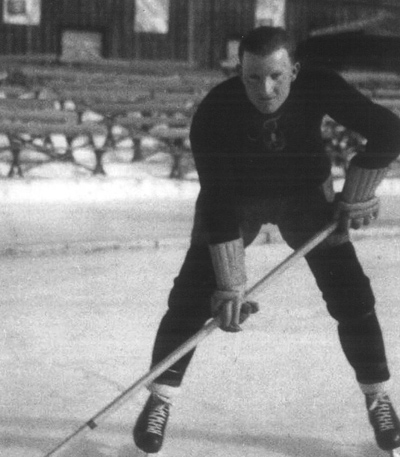
Ladislav Troják

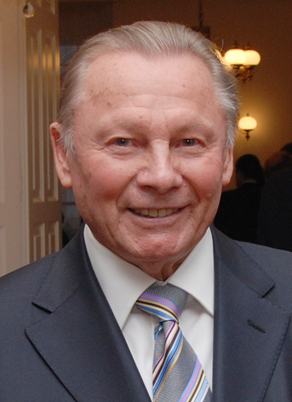
Rudolf Schuster

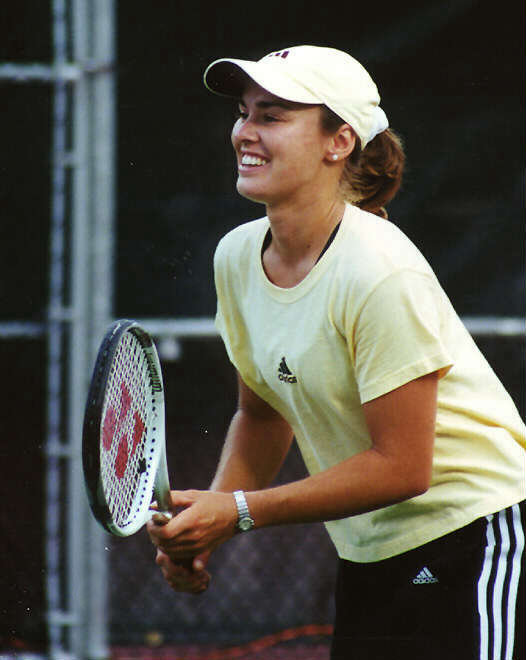
Martina Hingis

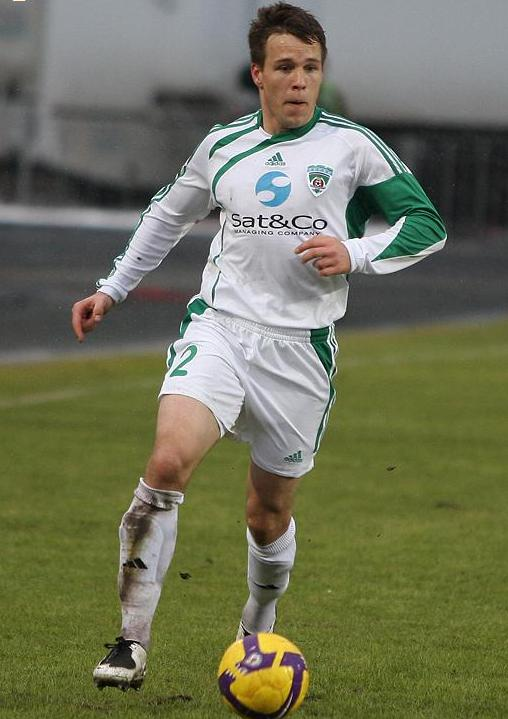
Radoslav Zabavník

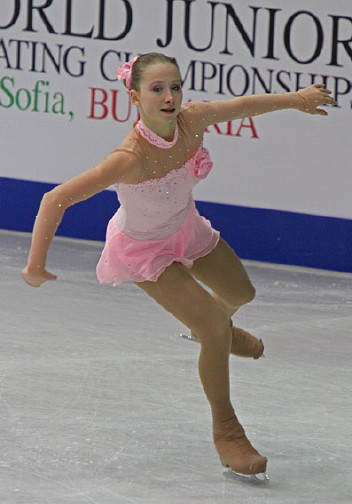
Ivana Reitmayerová

### Bis 1900
- Jakob Kaschauer (um 1400–1463), Bildhauer, Maler und Glasmaler
- Johann Spillenberger (1628–1679), Maler, Zeichner und Radierer[1]
- Ladislaus Amade von Várkonyi (1703–1764), Dichter
- Joseph Anton Franz von Mittrowsky (1733–1808), mährischer Adliger und kaiserlicher Generalfeldzeugmeister
- Gustav Heckenast (1811–1878), ungarischer Buchhändler, Verleger und Drucker
- Karl Rottauscher von Malata (1812–1896), österreichischer Offizier und Militärhistoriker
- Imre Henszlman (1813–1888), ungarischer Archäologe und Ästhetiker
- Gyula Andrássy (1823–1890), ungarischer Patriot und Politiker
- Gustav Marek (1840–1896), deutscher Pflanzenbauwissenschaftler
- Robert Ultzmann (1842–1889), österreichischer Urologe
- Elka Gerster (1855–1920), ungarische Sopranistin
- Marie Barkany (1862–1928), ungarische Theaterschauspielerin
- Josef Weiß (1864–1945), Pianist und Komponist
- Endre Puky (1871–1941), ungarischer Politiker
- Gyula Ferdinandy (1873–1960), ungarischer Politiker und Minister
- Margit Slachta (1884–1974), ungarische Abgeordnete, Ordensgründerin, Lehrerin
- Sándor Prokopp (1887–1964), ungarischer Sportschütze
- József Reményi (1887–1977), ungarischer Bildhauer und Medailleur
- Karl Graf von Bothmer (1891–1971), ungarischer Generalkonsul in Wien und Gesandter in der Schweiz
- Gisela Leweke-Weyde (1894–1984), Archäologin, Kunsthistorikerin, Malerin und Grafikerin
- Ferenc Szálasi (1897–1946), ungarischer Parteiführer und Kriegsverbrecher
- Sára Salkaházi (1899–1944), ungarische katholische Ordensfrau und Märtyrerin
- Sándor Márai (1900–1989), ungarischer Lyriker, Schriftsteller und Dramatiker

### 1901 bis 1950
- Günther Baszel (1902–1973), österreichischer Maler, Bildhauer und Kunstgewerbetreibender
- Zoltán Schönherz (1905–1942), kommunistischer Funktionär in der Tschechoslowakei und in Ungarn
- Alexander Altmann (1906–1987), orthodox-jüdischer Wissenschaftler und Rabbiner
- Géza von Radványi (1907–1986), ungarischer Filmregisseur und Drehbuchautor
- Kurt Lüftner (1912–unbekannt), deutscher Mediziner und Politiker
- Erna Diez (1913–2001), österreichische Klassische Archäologin
- Joseph Czikel (1914–1992), deutscher Ingenieur und Hochschullehrer
- Ladislav Troják (1914–1948), Eishockeyspieler
- Imre Németh (1917–1989), ungarischer Hammerwerfer
- William Ganz, geb. Vilém Ganz (1919–2009), amerikanischer Kardiologe
- Jacob Gilboa (1920–2007), israelischer Komponist
- Milan Munclinger (1923–1986), Flötist, Dirigent, Komponist und Musikwissenschaftler
- Vladimír Šrámek (1923–2004), Komponist
- Gyula Kosice, geb. Fernando Fallik (1924–2016), argentinischer Objektkünstler
- Lorand Wargo (1924–1994), amerikanischer Ingenieur und Erfinder
- Dušan Zbavitel (1925–2012), tschechoslowakischer Indologe und Übersetzer
- Jiří Levý (1926–1967), Literaturtheoretiker und Historiker
- Edith Eger (* 1927), Holocaustüberlebende und amerikanische Psychologin
- Mikuláš Athanasov (1930–2005), Ringer
- Andreas Okopenko (1930–2010), österreichischer Schriftsteller
- Martin Hollý junior (1931–2004), slowakischer Regisseur, Drehbuchautor und Schauspieler
- László Tábori, geb. László Talabircsuk (1931–2018), US-amerikanischer Mittel- und Langstreckenläufer
- Waldemar Matuška (1932–2009), Schlagersänger und Schauspieler
- Pavol Bagin (1933–2013), Komponist und Dirigent
- Rudolf Schuster (* 1934), Staatspräsident der Slowakei
- Dénes Törzs (* 1934), deutscher Schauspieler, Programmsprecher und Moderator ungarischer Abstammung.
- Inge von Weidenbaum (* 1934), deutsche Germanistin und Übersetzerin
- Andrej Kvašňák (1936–2007), Fußballspieler
- Július Holeš (1939–2021), Fußballtorwart
- Laco Tropp (1939–2018), Jazzmusiker
- Mária Mračnová (* 1946), Hochspringerin

### 1951 bis 1980
- Juraj Schwarcz (* 1952), Jurist
- Stanislav Seman (* 1952), Fußballtorhüter und -trainer
- Marian Palla (* 1953), Schriftsteller, bildender Künstler und Publizist
- Vincent Lukáč (* 1954), Eishockeyspieler
- Juraj Filas (1955–2021), Komponist
- Pavol Paška (1958–2018), Politiker
- Peter Hrivňák (* 1965), Boxer
- Cyril Vasiľ (* 1965), Bischof der griechisch-katholischen Eparchie Košice
- Saša Makarová (* 1966), zeitgenössische Malerin
- Roman Pivarník (* 1967), Fußballspieler und -trainer
- Róbert Štefko (* 1968), tschechischer Langstreckenläufer
- Branjo Heisig (1969–1997), deutsch-slowakischer Eishockeyspieler
- Juraj Vajó (* 1970), Komponist und Musikpädagoge
- Richard Raši (* 1971), Politiker
- Tomáš Medveď (* 1973), Fußballspieler
- Róbert Petrovický (* 1973), Eishockeyspieler
- Marek Forgáč (* 1974), römisch-katholischer Geistlicher, Weihbischof in Košice
- Jozef Gönci (* 1974), Sportschütze
- Silvia Gajdošová (* 1975), Fußballnationalspielerin
- Mikuláš Maník (* 1975), Schachspieler
- Zuzana Čapková (* 1975), tschechische Schauspielerin
- Juraj Faith (* 1976), Eishockeyspieler
- Vladimír Janočko (* 1976), Fußballspieler
- Karol Kisel (* 1977), Fußballspieler
- Maroš Kováč (* 1977), Radrennfahrer
- Jiří Bicek (* 1978), Eishockeyspieler
- Ivan Buffa (* 1979), Komponist, Pianist und Dirigent
- Jaroslav Kmiť (* 1979), Eishockeyspieler
- Martina Hingis (* 1980), Tennisspielerin
- Ján Kozák junior (* 1980), Eishockeyspieler
- Gabriel Spilar (* 1980), Eishockeyspieler
- Rastislav Staňa (* 1980), Eishockeytorhüter
- Veronika Sabolová (* 1980), Rennrodlerin
- Marcel Šterbák (* 1980), Eishockeyspieler
- Radoslav Zabavník (* 1980), Fußballspieler

### 1981 bis 1990
- Marek Svatoš (1982–2016), Eishockeyspieler
- Matej Kazár (* 1983), Biathlet
- Tomáš Slovák (* 1983), Eishockeyspieler
- Anton Gavel (* 1984), Basketballspieler
- Vladislav Šarišský (* 1984), Komponist und Pianist
- Vladimír Dravecký (* 1985), Eishockeyspieler
- Michal Shejbal (* 1985), Handballspieler
- Dávid Halász (* 1986), Eishockeyspieler
- Csaba Szücs (* 1987), Handballspieler und -trainer
- Martin Juhár (* 1988), Fußballspieler
- Michal Kopčo (* 1988), Handballspieler
- Radek Deyl (* 1989), Eishockeyspieler
- Jakub Jakubov (* 1989), Fußballtorhüter
- Tomáš Urban (* 1989), Handballspieler
- Radka Bártová (* 1990), Eiskunstläuferin

### 1991 bis 2000
- Alexandra Bezeková (* 1992), Leichtathletin
- Nicol Lucák Čupková (* 1992), Eishockeyspielerin und -trainerin
- Tomáš Jurčo (* 1992), Eishockeyspieler
- Martin Marinčin (* 1992), Eishockeyspieler
- Ivana Reitmayerová (* 1992), Eiskunstläuferin
- Jana Čepelová (* 1993), Tennisspielerin
- Silvia Szücs (* 1993), Handballspielerin
- Anna Karolína Schmiedlová (* 1994), Tennisspielerin
- David Dobrik (* 1996), Webvideoproduzent
- Veselý Marek (* 1996), Filmregisseur, Produzent und Drehbuchautor
- Marek Rodák (* 1996), Fußballtorhüter
- Erik Černák (* 1997), Eishockeyspieler
- Kristína Schmiedlová (* 1997), Tennisspielerin
- Alex Král (* 1998), tschechischer Fußballspieler
- Viktória Kužmová (* 1998), Tennisspielerin

### Seit 2001
- Nina Hudáková (* 2004), Eishockeyspielerin
- Jakub Hudec (* 2004), Eishockeyspieler
- Juraj Slafkovský (* 2004), Eishockeyspieler

## Personen mit Bezug zu Košice
- Beata Łaska (~1515–1576), Adelige und Hochgebirgstouristin
- Luigia Polzelli (~1760–1830), Opernsängerin, Mezzosopran
- Mária Bartuszová (1936–1996), Bildhauerin
- Dominika Sýkorová (* 1988), Fußballspielerin